# Edel-Brau
Edel-Brau is een Belgisch alcoholarm bier.
Het bier wordt sinds 1988 gebrouwen in Brouwerij Strubbe te Ichtegem. Het is een blond bier met een alcoholpercentage van 0,3%. Het was het allereerste alcoholvrij bier dat in België gebrouwen werd.